# مارک نورمن
مارک نورمن (انگلیسی: Marc Norman؛ زادهٔ ۱۰ فوریهٔ ۱۹۴۱) یک فیلم‌نامه‌نویس، و تهیه‌کننده اهل ایالات متحده آمریکا است.
وی همچنین برنده جوایزی همچون جایزه اسکار بهترین فیلم‌نامه غیراقتباسی شده است.